# Ostrowite (gromada w powiecie rypińskim)
Ostrowite – dawna gromada, czyli najmniejsza jednostka podziału terytorialnego Polskiej Rzeczypospolitej Ludowej w latach 1954–1972.
Gromady, z gromadzkimi radami narodowymi (GRN) jako organami władzy najniższego stopnia na wsi, funkcjonowały od reformy reorganizującej administrację wiejską przeprowadzonej jesienią 1954 do momentu ich zniesienia z dniem 1 stycznia 1973, tym samym wypierając organizację gminną w latach 1954–1972.
Gromadę Ostrowite z siedzibą GRN w Ostrowitem utworzono – jako jedną z 8759 gromad na obszarze Polski – w powiecie rypińskim w woj. bydgoskim, na mocy uchwały nr 24/10 WRN w Bydgoszczy z dnia 5 października 1954. W skład jednostki weszły obszary dotychczasowych gromad Ostrowite, Dobre i Łączonek ze zniesionej gminy Radomin, obszar dotychczasowej gromady Przyrowa ze zniesionej gminy Pręczki oraz obszary miejscowości Duszoty z dotychczasowej gromady Brzuze ze zniesionej gminy Żałe w tymże powiecie. Dla gromady ustalono 23 członków gromadzkiej rady narodowej.
31 grudnia 1959 do gromady Ostrowite włączono obszar zniesionej gromady Trąbin w tymże powiecie.
1 stycznia 1972 gromadę Ostrowite połączono z gromadą Ugoszcz, tworząc z ich obszarów gromadę Brzuze z siedzibą Gromadzkiej Rady Narodowej w Brzuzem w tymże powiecie.